# Paracamptorrhinus
Paracamptorrhinus är ett släkte av skalbaggar. Paracamptorrhinus ingår i familjen vivlar.
Kladogram enligt Catalogue of Life:
| Paracamptorrhinus | \| \| Paracamptorrhinus fairmairei \| \| \| \| \| \| Paracamptorrhinus perrieri \| \| \| \| |
|                   | \| \| Paracamptorrhinus fairmairei \| \| \| \| \| \| Paracamptorrhinus perrieri \| \| \| \| |
|                   | Paracamptorrhinus fairmairei                                                                |
|                   |                                                                                             |
|                   | Paracamptorrhinus perrieri                                                                  |
|                   |                                                                                             |